# Hastings (Pennsilvània)
Hastings és una població dels Estats Units a l'estat de Pennsilvània. Segons el cens del 2000 tenia 1.398 habitants.

## Demografia
Segons el cens del 2000, Hastings tenia 1.398 habitants, 557 habitatges, i 382 famílies. La densitat de població era de 963,9 habitants per quilòmetre quadrat.
Dels 557 habitatges en un 29,1% hi vivien nens de menys de 18 anys, en un 51,3% hi vivien parelles casades, en un 13,5% dones solteres, i en un 31,4% no eren unitats familiars. En el 29,8% dels habitatges hi vivien persones soles el 17,1% de les quals corresponia a persones de 65 anys o més que vivien soles. El nombre mitjà de persones vivint en cada habitatge era de 2,37 i el nombre mitjà de persones que vivien en cada família era de 2,92.
Per edats la població es repartia de la següent manera: un 21,2% tenia menys de 18 anys, un 8,2% entre 18 i 24, un 24,8% entre 25 i 44, un 20,7% de 45 a 60 i un 25,1% 65 anys o més.
L'edat mediana era de 42 anys. Per cada 100 dones de 18 o més anys hi havia 80,8 homes.
La renda mediana per habitatge era de 25.192 $ i la renda mediana per família de 33.462 $. Els homes tenien una renda mediana de 28.125 $ mentre que les dones 16.786 $. La renda per capita de la població era de 13.429 $. Entorn del 10,4% de les famílies i el 13,1% de la població estaven per davall del llindar de pobresa.

## Poblacions més properes
El següent diagrama mostra les poblacions més properes.